# Basznia Górna
Basznia Górna (w latach 1977–1981 Smolinka Górna) – wieś w Polsce położona w województwie podkarpackim, w powiecie lubaczowskim, w gminie Lubaczów.
W II Rzeczypospolitej wieś w powiecie lubaczowskim województwa lwowskiego. W latach 1943–1946 nacjonaliści ukraińscy z OUN-UPA zamordowali tutaj 39 Polaków i 1 Ukraińca.
W latach 1975–1998 miejscowość administracyjnie należała do województwa przemyskiego.
Wierni Kościoła rzymskokatolickiego należą do parafii św. Andrzeja Boboli w Baszni Dolnej.

## Części wsi
| SIMC    | Nazwa   | Rodzaj     |
| ------- | ------- | ---------- |
| 0605967 | Dąbrowa | przysiółek |
| 0605973 | Malce   | przysiółek |